# Heliotropium sessei
Heliotropium sessei är en strävbladig växtart som beskrevs av Ivan Murray Johnston. Heliotropium sessei ingår i Heliotropsläktet som ingår i familjen strävbladiga växter. Inga underarter finns listade i Catalogue of Life.